# Waldemar Hoven
Waldemar Hoven (Friburgo in Brisgovia, 10 febbraio 1903 – Landsberg am Lech, 2 giugno 1948) è stato un militare e medico tedesco delle SS nel campo di concentramento di Buchenwald.

## Biografia
Nato nel 1903, dopo essersi trasferito negli Stati Uniti per completare i propri studi di medicina, al ritorno in Germania entrò nelle SS nel 1934. Destinato al campo di concentramento di Buchenwald, divenne nel corso degli anni Comandante di tutti gli ufficiali medici che prestavano servizio al campo, rendendosi personalmente responsabile della morte di diversi prigionieri mediante iniezioni combinate di fenolo e benzina. Si rese inoltre responsabile di iniezioni letali su ufficiali SS, testimoni contro il comandante del campo, Karl Otto Koch, mentre questi era sotto processo.
Condotto anch'egli davanti ad un tribunale speciale delle SS, Hoven venne considerato colpevole, in quanto gli ufficiali SS morti mostravano gli stessi sintomi di avvelenamento di diversi prigionieri di guerra russi. Condannato a morte, venne rinchiuso, come prigioniero, a Buchenwald, dove rimase per 18 mesi, trascorsi i quali venne amnistiato, data la scarsità di medici verso la fine della guerra.

## Il processo di Norimberga
Durante il Processo ai dottori, uno dei dodici processi secondari di Norimberga venne riconosciuto colpevole di crimini di guerra, crimini contro l'umanità e membro di un'organizzazione criminale; venne impiccato il 2 giugno 1948 nella prigione di Landsberg am Lech, in Baviera.